# Štěchov
Štěchov (deutsch Sczechow, 1939–45: Stiechow) ist eine Gemeinde in Tschechien. Sie befindet sich zwölf Kilometer südwestlich von Boskovice und gehört zum Okres Blansko.

## Geographie

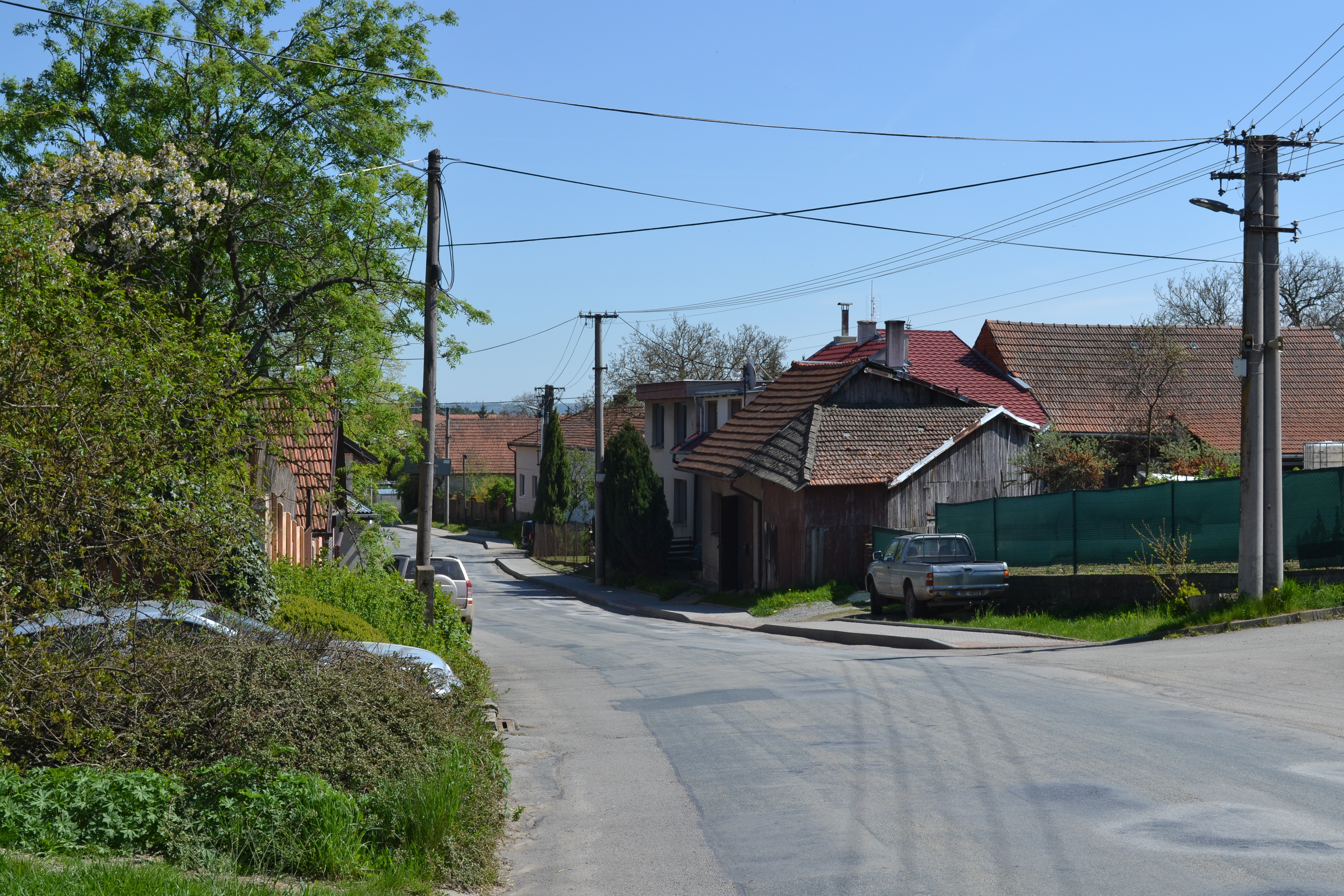
Štěchov – Hauptstraße

Štěchov befindet sich am Ostabfall der Böhmisch-Mährischen Höhe auf einem Rücken über den Tälern der Bäche Lysický und Lhotecký potok. Das Dorf liegt im Naturpark Lysicko. Nordöstlich befinden sich die Reste der Burg Rychvald. Im Südwesten erhebt sich der Babylon (656 m).
Nachbarorte sind Lhota u Lysic und Záoboří im Norden, Drnovice im Nordosten, Lysice im Osten, Žerůtky und Býkovice im Südosten, Lačnov und Dlouhá Lhota im Süden, Kunčina Ves im Westen sowie Bedřichov im Nordwesten.

## Geschichte
Die Existenz der Burg Rychvald ist seit 1371 als Sitz des Ješek von Kunstadt und Lissitz nachweislich. Die erste urkundliche Erwähnung des zum Vorland der Burg gehörigen Dorfes Sczechow stammt aus dem Jahre 1385. Zu Beginn des 15. Jahrhunderts verlegte der Zweig von Kunstadt und Lissitz seinen Sitz auf die Feste Lysice. 1437 wurde die Burg Rychvald letztmals erwähnt, danach galt sie als wüst und war zeitweilig ein Raubnest. Ferdinand Leopold Březnický von Náchod verkaufte Sčechov 1666 an die Herrschaft Drnovice. Im Jahre 1718 bestand Sčechov aus acht Häusern. Seit 1728 war Sčechov erneut nach Lysice untertänig. Ab 1750 bestand in Sčechov ein herrschaftlicher Hof, auf dem Schafzucht betrieben wurde. 1834 bestand das Dorf aus 22 Häusern und hatte 132 Einwohner.
Nach der Aufhebung der Patrimonialherrschaften bildete Sčechov ab 1850 einen Ortsteil der Gemeinde Lačnov in der Bezirkshauptmannschaft Boskovice. Im Jahre 1854 hatte Sčechov 150 Einwohner. 1869 entstand die politische Gemeinde Sčechov, zu der Lačnov als Ortsteil gehörte. Im Jahre 1923 erfolgte eine Umbenennung in Štěchov. Nach der Auflösung des Okres Boskovice kam die Gemeinde mit Beginn des Jahres 1961 zum Okres Blansko. Der Ortsteil Štěchov hatte im Jahre 1991 96 Einwohner. Im März 2001 wurden im Ortsteil Štěchov 36 Häuser mit 104 Bewohnern gezählt.

## Gemeindegliederung
Die Gemeinde Štěchov besteht aus den Ortsteilen Lačnov (Lacznow) und Štěchov (Sczechow), die zugleich auch Katastralbezirke bilden.

## Sehenswürdigkeiten
- Reste der Burg Rychvald, nordöstlich des Dorfes auf einem Sporn über dem Tal des Lysický potok
- Kapelle des hl. Johannes von Nepomuk in Štěchov
- Marienkapelle in Lačnov
- Wegekreuz in Lačnov